# Hexatoma aurantionota
Hexatoma aurantionota är en tvåvingeart som beskrevs av Alexander 1939. Hexatoma aurantionota ingår i släktet Hexatoma och familjen småharkrankar. Inga underarter finns listade i Catalogue of Life.